# اسپرسی کپت‌داغی
اسپرسی کپت‌داغی (نام علمی: Hedysarum kopetdaghi) نام یک گونه از سرده اسپرسی است.